# 林凱衡
林凱衡（1985年—）為中央研究院社會學研究所博士後研究員、社團法人國際技能發展協會第一屆理事，現專注於經濟社會學、教育社會學、福利國家等領域研究。

## 生平
林凱衡生於1985年，臺北市立建國高級中學、國立臺灣大學社會學系學、碩、博士畢業。碩士畢業後，進入國會任職立法委員助理工作一年，之後返校繼續攻讀社會所博士班。2020年，以「臺灣戰後技能工人的政治經濟起源」論文獲得孫運璿學術獎的博士培育獎學金。目前為中研院博士後研究。

## 工會運動
林凱衡於2010年開始投入研究生勞動權運動，致力於組織台大校內研究生成立和組織工會。曾任國立臺灣大學工會秘書長、理事，活躍於研究生勞動權運動。
2013年，台大校方因主張研究生助理與校方無雇傭關係（與勞委會之認定相反），故向勞委會提起訴願。11月7日，臺北高等行政法院判決台大敗訴 。同月8日9時，林凱衡為慶祝台大敗訴，在台大行政大樓前的傅鐘廣場發放150份雞排  。
2014年5月，林凱衡於勞動節遊行時，表示「研究生30年前就領3000塊，至今卻還只領3000塊」，呼籲政府重視研究生勞動權益，善待人才 。
目前為社團法人台灣勞動者協會理事長。

## 太陽花學運期間
太陽花學運期間，2014年4月1日，林凱衡與其他台大、東吳的研究生自發性串聯前往監察院陳情，因警方強制驅離佔領行政院的民眾，要求監委彈劾當時的行政院長江宜樺與警政署長王卓鈞。對此事，林凱衡表示：「當天警方強制驅離民眾與學生，到現在沒人負起法律責任，但這場驅離行動違反了比例原則，民眾並沒有使用暴力，警方為何要強制驅離？」

## 臺北市政府勞動局長遴選
林凱衡於2014年12月3日宣布報名臺北市政府勞動局局長備選人選。他主張以下三點 ：
1. 重新檢討政府人力需求，降低政府臨時雇用。
2. 鼓勵勞工組織產業與企業工會。
3. 建立違規廠商資料庫，開放線上檢索。

林凱衡認為「即使政府權力再大，勞檢員再多，不一定可遏止違法行為。」光仰賴政府監督是不夠的，所以他希望增加工會組織，並強化其能力，防止讓勞方總落入勞、資、官三方中，比較弱勢的地位。
林凱衡通過第一階段45選23後，於同年12月8日進入第二階段23選10的名單，於同月10日參與政見發表會時，謙虛地表示有許多資歷勝過自己的前輩未通過遴選，而呼籲遴選委員會加辦額外的政見發表會，讓這23人的理念也能公開被檢視。最後由賴香伶出線。

## 著作

### 書籍
| 日期          | 書名                                           | 出版社                          | 共同作者                                               |
| ------------- | ---------------------------------------------- | ------------------------------- | ------------------------------------------------------ |
| 2015年7月20日 | 《高教崩壞：市場化、官僚化、與少子女化的危機》 | 【群學出版】 ISBN 9789866525926 | 戴伯芬（主編）／林宗弘、吳燕秋、陳思仁、林凱衡、揮麈子 |

### 論文
- 中文期刊

1. 林凱衡. 困局中的出路？再議大學學費政策爭議.新社會政策, 2014,（32）：11-14
2. 林凱衡. 重量不重質的台灣高等教育.品質月刊, 2016,52（10）：22-24
3. 林凱衡. 高等教育補助與學費制度的多樣性－評The Political Economy of Higher Education Finance: The Politics of Tuition Fees and Subsides in OECD Countries, 1945-2015. 教育研究集刊, 2018, 64（1）：99-110

- 學位論文

1. 林凱衡.《為何臺灣的企業提供職業訓練的比例偏低？一個技能形成取徑的歷史分析》. 國立臺灣大學社會學研究所博士論文，2021。